# Тринадцатая сказка
«Тринадцатая сказка» (англ. The Thirteenth Tale) — дебютный роман Дианы Сеттерфилд. Издан в Великобритании в 2006 году, русский перевод Василия Дорогокупли вышел в издательстве «Азбука-Классика» в 2007 году.

## Сюжет
Молодая женщина по имени Маргарет Ли работает в книжном магазине и увлекается литературой и литературоведением; она опубликовала несколько литературоведческих работ. Неожиданно она получает приглашение известной писательницы Виды Винтер написать её биографию. Маргарет удивлена и смущена: она не известна ничем особенным. Правда, кое-что отличает её от других людей: она была одной из двух близнецов. Они были сиамскими близнецами и её сестра Мойра погибла при разделении. С тех пор мать Маргарет погрузилась в депрессию, и её воспитанием занялся отец. Маргарет одержима темой близнецов, и в своих статьях писала именно об этом.
Маргарет берется за книги Виды Винтер, которые до сих пор считала не заслуживающим внимания ширпотребом. Она удивлена и очарована. Выясняется, что её отец владеет редким экземпляром первой книги Винтер, где содержатся двенадцать сказочных историй. Но книга называется «Тринадцать сказок», а тринадцатой в ней нет.

### История Аделины и Эммелины
Маргарет прибывает в поместье Виды Винтер и из бесед с нею постепенно узнает необычную историю семьи писательницы. Наследники поместья Анжелфилд, Чарльз и Изабелла, состояли в порочной связи, будучи родными братом и сестрой. Мать их умерла при родах Изабеллы, после чего отец излишне опекал дочь, так напоминающую ему жену, и вовсе забыл о старшем сыне. Сначала Чарльз завидовал сестре, но позже привязался к ней и стал зависимым. Вскоре умер и отец, а ещё не дебютировавшая Изабелла осталась на попечении брата. Несмотря на возражения, сестра вышла замуж за некоего Роланда Марча, и у неё родились девочки-близнецы, Аделина и Эммелина. Затем Роланд умер от болезни, и девушке не осталось ничего кроме как вернуться в поместье к брату. После смерти Изабеллы Чарльз ушёл в депрессию, а после и вовсе сбежал из дома и поселился в хижине в лесу, где в детстве часто проводил время с сестрой. Погрузившись в воспоминания, Чарльз не выдержал и выстрелил в себя. Позднее его тело нашла Вида. Девочки остались жить в поместье с пожилыми слугами. Из документов, свидетельств других людей, дневника гувернантки Эстер Маргарет восстанавливает события. Эстер в своём дневнике рассказывает о попытке перевоспитать сестёр, выросших почти без присмотра родителей. Она отмечает, что одна из сестёр покорна, а другая хоть умна, но агрессивна. Маргарет приезжает в поместье, принадлежавшее Чарльзу и Изабелле, и становится свидетелем его разрушения. В руинах обнаруживают скелет женщины. Здесь же Маргарет знакомится с неким Аврелиусом, которого шестьдесят лет назад подкинули одинокой женщине, жившей близ поместья.

### Тайна сестёр из Анджелфилда
Выясняется, что у Эммелины возник роман с помощником садовника, и она забеременела. Обезумевшая от ревности Аделина подожгла поместье. Писательница рассказывает о том, что она подкинула ребёнка Эммелины — Аврелиуса — женщине в лесу и что ей удалось спасти сестру из огня. Вида Винтер (сирота, что проживала с ними) действительно спасла Аделину, а останки Эммелины были найдены в поместье. Что касается гувернантки Эстер, то в какой-то момент она решила покаяться за жестокое обращение с девочками и обратилась к своему сообщнику, местному доктору. Тот, имея чувства к Эстер, неожиданно поцеловал её. Это застала его жена. Сгорая от неимоверного стыда, Эстер в ту же ночь собрала вещи и уехала первым поездом на рассвете.

### Развязка
Закончив свою исповедь, Вида Винтер умирает; её сестра тоже тихо угасает. Маргарет читает не публиковавшуюся до сих пор «Тринадцатую сказку»: это история самой Виды, маленькой девочки, которую однажды нашли в саду поместья добрый садовник и экономка. Маргарет рассказывает историю сестёр Аврелиусу и открывает его происхождение. Доказательством была подкинутая в корзинку младенца серебряная ложка с фамильным гербом Анджелфилдов. Наконец Аврелиус узнал, кто он такой. В деревне живёт молодая женщина по имени Карен: это единокровная сестра Аврелиуса, дочь помощника садовника, от которого Эммелина родила Аврелиуса. Аврелиус и Карен находят друг друга; теперь они одна семья. У Маргарет завязывается роман с врачом, который лечил Виду Винтер в последние дни её жизни. Узнав историю сестёр Марч, Маргарет примиряется со своим прошлым. Однажды ей является призрак её умершей сестры, Мойры: Маргарет счастлива — они, сёстры, наконец, смогли выразить друг другу свою любовь и заботу.

## Успех у читателей
За право издания рукописи был устроен аукцион, в результате чего гонорар за роман был необычно большим для начинающего автора: 800 тысяч фунтов аванса за британское издание, миллион долларов — за американское.
Роман переведён на несколько десятков языков и удостоился от рецензентов почетного имени «новой „Джейн Эйр“»..
В октябре 2006 года роман возглавил список бестселлеров по версии New York Times. В России роман также стал бестселлером в октябре 2007 года, но уже в 2009 году обозреватель отдела культуры «Новой газеты» Елена Дьякова писала: «кто нынче — хоть под прицелом — перескажет роман Дианы Сеттерфилд „Тринадцатая сказка“, что возглавлял рейтинги год назад?»

### Экранизация
Проект экранизации романа инициировала телесеть BBC Two. Съёмки доверили кинокомпании Heyday Films, сценарий написал Кристофер Хэмптон, а режиссёром стал Джеймс Кент. Одну из главных героинь, писательницу Виду Винтер, сыграла Ванесса Редгрейв, а её биографа Маргарет Ли сыграла Оливиа Колман. Также в проекте были заняты Софи Тёрнер, Стивен Маккинтош, Антония Кларк, Александра Роуч, Эмили Бичем, Майкл Джибсон, Том Гудман-Хилл, Лиззи Хоупли и другие. 
Съёмки начались в июне 2013, а уже 30 декабря 2013 года состоялась премьера 90-минутного фильма «Тринадцатая сказка» на канале BBC Two.

## Отзывы критиков
Лев Данилкин отозвался о романе негативно и назвал графоманией:
...каким же голодным книжным червём надо быть, чтобы искренне наслаждаться этой трухой, трижды снятым молоком, парадом клише, ярмаркой самых тошнотворных сочинительских приёмчиков...

Георгий Любарский нашёл, что «Тринадцатая сказка» — вполне в духе «длинных английских романов»:
Она начинается неспешно и кажется переполненной докучными деталями. Потом набирает скорость. Железная логика вцепляется в каждую деталь, соединяет знаки, выявляет скрытые смыслы, все быстрее несется к концу: оставшихся страниц все меньше — там разгадка тайны.
Галина Юзефович в восторженной рецензии для украинского издания «Эксперта» отмечает мастерски выстроенную фабулу и глубину литературной игры: 
«Тринадцатая сказка» — бестселлер, ковровым бомбометанием накрывающий сразу несколько читательских аудиторий.

Гарри Гайлит считает, что роман написан «по-мужски лихо и прагматично», и сравнивает «Тринадцатую сказку» не с романами прошлого, а с современными — с «Кодом да Винчи» Дэна Брауна, «Кодом Онегина» Дмитрия Быкова, «Историком» Элизабет Костовой; находит у Сеттерфилд постмодернистскую манеру, стилизацию и пародию «в изящной упаковке»: 
Это модный сегодня сплав учености и беллетристики, фантастики и бытописательства, сентиментальности и жестокости. В ней много причудливо расцвеченной выдумки, которую не сразу отличишь от реальности. Почему, собственно, её так интересно читать.
Литературный критик, обозреватель радиостанции «Эхо Москвы» Николай Александров считает, что «книжные фантазии, небывалость происходящего лишь оттеняют вполне реальные жизненные проблемы — каким образом человеческое „Я“ обретает полноту и цельность».
Американский журнал «Kirkus Reviews» отмечает подражание дю Морье, Уилки Коллинзу и сёстрам Бронте, отказывает тексту в постмодернизме, но «всё прощает» за «трепет от повествования», несмотря на «некоторые излишества и иногда неправдоподобность».